# Bill Tuiloma
Bill Poni Tuiloma (ur. 27 marca 1995 w Otahuhu) – nowozelandzki piłkarz samoańskiego pochodzenia występujący na pozycji pomocnika w amerykańskim klubie Charlotte FC oraz w reprezentacji Nowej Zelandii. W swojej karierze grał także w takich zespołach jak Waitakere United, Olympique Marsylia, RC Strasbourg i Portland Timbers.